# Cecilia (cantautora)
Evangelina Sobredo Galanes, coneguda pel seu nom artístic Cecilia (El Pardo, 11 d'octubre de 1948 – Colinas de Trasmonte, Quiruelas de Vidriales, 2 d'agost de 1976), fou una cantautora espanyola.
Va aconseguir una gran popularitat a Espanya durant la dècada de 1970 amb èxits caracteritzats per l'existencialisme i per un feminisme molt avançat en l'Espanya del seu temps, però la seva carrera acabà precipitadament als 27 anys a causa d'un accident de trànsit quan era al cim de la seva fama.

## Biografia
Filla del militar i diplomàtic gallec José Ramón Sobredo y Rioboo (1909-1990) i de María Dolores Galanes (1916-2013), era la cinquena de vuit germans: Luís María (1942–1981), Ramón (1943–1980), María Dolores (1945), Francisco Javier (1946–2006), María Asunción (1950), Jorge (1952) i María Teresa Isabel (1953). Visqué la seva infantesa viatjant entre Portugal, els Estats Units, el Regne Unit, Jordània i Alger, fet que la portà a aprendre anglès a més de l'espanyol. Mostra del seu bilingüisme foren les seves primeres cançons, creades en tots dos idiomes sense cap predilecció especial.
Entre la seva variada educació, una monja estatunidenca l'animà a tocar la guitarra i a cantar en festes de fi de curs. A Espanya va iniciar la carrera de dret, que va abandonar per dedicar-se a la música.
Va mantenir una relació amb el també músic Luis Gómez-Escolar, amb qui va col·laborar en algunes de les seves obres.

### Mort
La matinada del 2 d'agost de 1976, pels volts de dos quarts i mig de sis, Cecilia va morir en un accident de trànsit a la N-525 (llavors anomenada C-620) a Colinas de Trasmonte quan tornava d'un concert que acabava de fer a la Sala Nova Olimpia de Vigo. El cotxe on anava, un Seat 124 matrícula M-2342-AX conduït per un dels seus músics, va xocar contra la part posterior d'un carro de bous que circulava sense llums per un tram urbà de carretera sense enllumenat públic. Es va considerar que el conductor del vehicle on anava la cantant conduís probablement amb excés de velocitat, ja que va sortir de Vigo pels volts de les tres de la matinada i havia de ser a Madrid per fer unes gravacions a les deu del matí del mateix dia. En el moment de l'accident Cecilia dormia al cotxe i va morir a l'acte. Dos dels músics que l'acompanyaven van sobreviure malgrat les ferides, però el bateria Carlos de la Iglesia també va morir a l'acte. El matrimoni de llauradors del carro va sobreviure. La mort de la cantant, de només 27 anys, va commocionar Espanya a causa de la seva gran popularitat i el seu insòlit carisma. Les seves despulles reposen al Cementiri de l'Almudena de la capital espanyola.

## Carrera musical

### Dècada de 1960
Tal com la pròpia Cecilia explica en les notes del seu primer LP, va desenvolupar ben d'hora l'afició musical en l'entorn familiar i escolar. A la seva arribada a Madrid i començant els seus estudis a la capital, va començar a tocar i cantar cançons en anglès en diferents col·legis majors. En aquesta època va conèixer a Julio Seijas i a Joaquín Torres, que serien determinants durant els primers anys de la seva carrera professional. Va començar a compondre les seves pròpies cançons als catorze anys, i als setze va guanyar un important concurs de cantautors a nivell estatal que li va servir per poc després gravar el seu primer senzill al costat de Nacho Sáez de Tejada (Nuestro Pequeño Mundo) i Julio Seijas, Eva Sobredo amb el nom Expresión que incloïa les cançons "Try catch the sun" i "Have you ever had a blue day?", cantades en anglès amb aire bluessy-folk i, tot i que Evangelina i Julio Seijas seguir col·laborant, el grup es va dissoldre, malgrat el seu èxit incipient.

### Dècada de 1970
L'any 1971 va signar contracte amb la multinacional CBS, llavors recentment instal·lada a Espanya. Va adoptar el nom artístic de Cecilia perquè "Eva" ja estava registrat i el tema "Cecilia" de Simon i Garfunkel, als qui admirava, estava sent llançat per la seva companyia de discos. Va gravar el seu primer senzill en solitari amb les cançons Mañana i Reuníos, sent aquesta última un prec perquè tornessin els llavors recentment dissolts Beatles. Tot i que no va suposar un gran èxit, el disc va representar llavors una novetat en un panorama dominat per cantautors d'influència francesa com Mari Trini, Joan Manuel Serrat o Luis Eduardo Aute.
El 1972 va llançar el seu primer elapé, amb el títol Cecilia. És l'únic elapé original que inclou temes en castellà i anglès. Una cançó social d'aquest disc, "Dama, Dama" (una crítica al fals puritanisme de les dones), va ser un èxit, així com les existencials "Nada de nada", "Mi gata Luna", "Fui" o "Señor y dueño" (que, segons les seves pròpies paraules, era la seva cançó preferida). La portada es deu al fotògraf Paco Ontañón, que va retratar a Cecilia amb un guant de boxa a la mà dreta, en al·lusió a les lletres compromeses que contenia l'àlbum. És també una clara referència a la cançó "The Boxer" de Simon i Garfunkel.
A l'any següent, 1973, va aparèixer el seu segon elapé, titulat Cecilia 2. De nou una foto de Paco Ontañón figura a la portada, simulant lleument un embaràs. Els temes d'aquest àlbum tracten temes variats, però sempre molt personals. Alguns parlen de records com "Cuando yo era pequeña", ecologisme, "Mi ciudad", altres de plantejaments vitals "Me quedaré soltera" (la temàtica de la qual resultava polèmica per a l'època pels seus plantejaments feministes). "Si no fuera porque..." reflexionava sobre el suïcidi mentre que "Un millón de sueños" feia referència a la Guerra Civil Espanyola. Altres cançons parlen d'un amor existencial, elegíac i trist molt característic de Cecilia ("Canción de amor", "Me iré de aquí"). Només "Andar", tema d'obertura del disc, escapa d'aquesta tristesa i apareix ple de ganes de viure. No va aconseguir emular l'èxit de vendes de l'elapé anterior encara que va ser aclamat per la crítica.
El seu tercer àlbum, Un ramito de violetas, publicat el 1975, va ser el major èxit de la seva curta i fulminant carrera. La cançó que dona nom al disc va ser la que va tenir més èxit de l'elapé i per la qual se sol recordar Cecília, potser injustament, ja que molts dels seus altres èxits són també notables. Segons la seva germana Teresa, abans de ser cançó va ser un conte. Al costat d'aquesta peça destaquen cançons com "Mi querida España", "Decir adiós" o "Sevilla". És destacable que la portada i funda interior van ser un treball de la pròpia Cecilia. La portada va ser una pintura de l'autora, així com cada cançó, que va rebre una il·lustració procedent de les seves pintures, d'estil naïf.
El 1975, Televisió Espanyola va decidir que representés a Espanya en el Festival de l'OTI al que l'artista va acceptar a contracor, ja que no li agradaven els festivals. La cançó seleccionada va ser "Amor de medianoche", composta per Juan Carlos Calderón i el títol original era "La llamada". Cecilia va tractar per tots els mitjans de cantar una lletra més d'acord amb el seu personal estil, i per això finalment va substituir tot el text, passant el tema a dir-se "Amor de medianoche". Cecilia va aconseguir el segon lloc. Va gravar llavors un elapé recopilatori amb el títol d'aquesta cançó, que va ser el seu últim treball de llarga durada. No obstant això, encara va arribar a editar dos senzills el 1976, "Tú y yo"/"Una guerra", sent aquest segon tema una al·lusió a la Guerra Civil que apareix en altres lletres seves. Aquest senzill no s'ha reeditat mai en les innombrables recopilacions posteriors. L'altre senzill publicat aquell any fou "A million reasons"/"Come the wind", que es va llançar als Estats Units. S'estava plantejant la possibilitat de llançar la carrera de Cecilia a Amèrica del Nord seguint l'exemple de Julio Iglesias, amb qui compartia agència de mànagers. Cecilia va morir en un accident automobilístic el 2 d'agost de 1976, quan tornava d'un concert a Vigo amb la seva banda. El seu bateria, Carlos de la Iglesia, també va morir. Quan va morir treballava en un projecte sobre textos de Ramón María del Valle-Inclán.

## Cecilia pòstuma

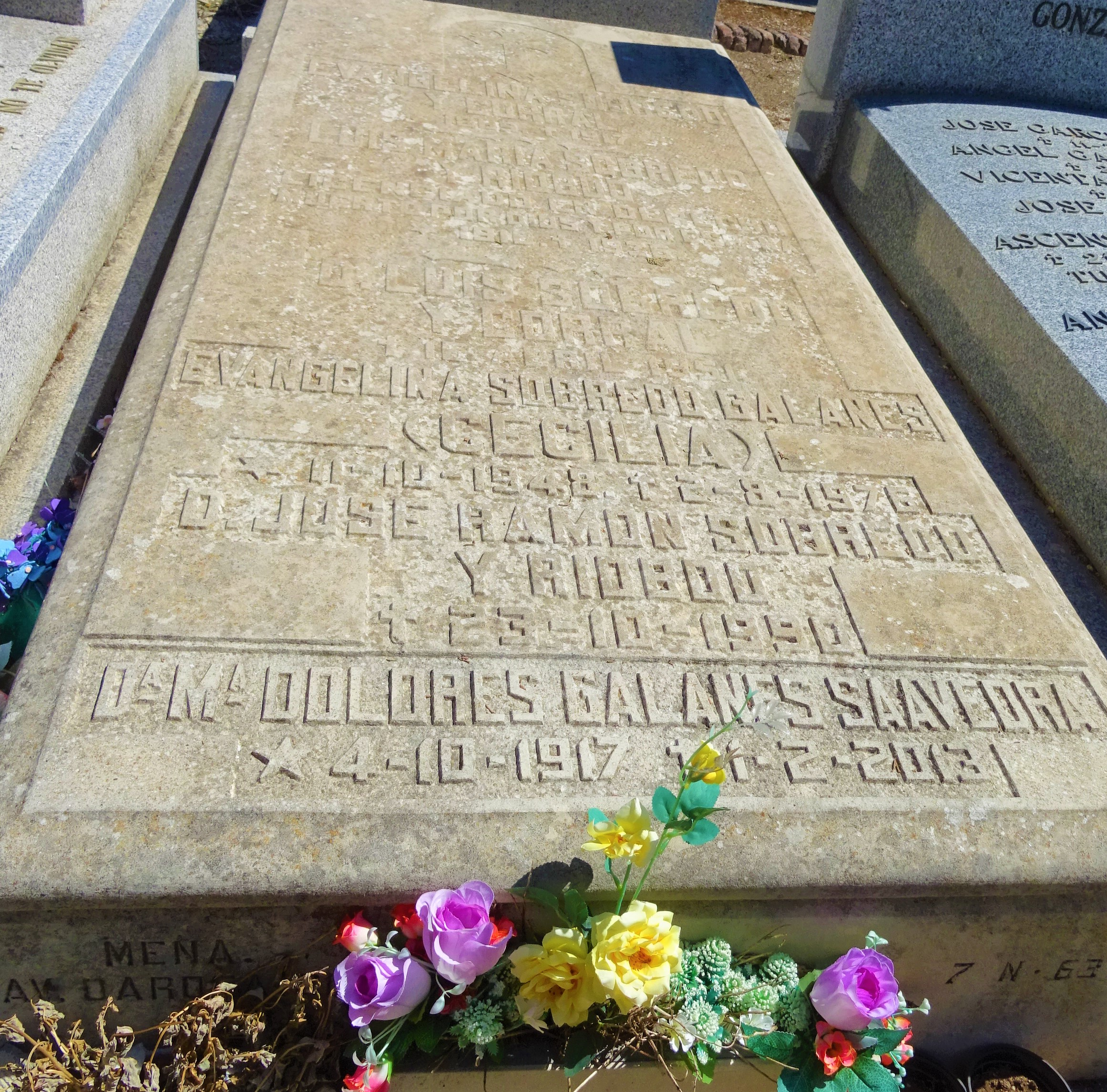
Sepultura de Cecilia al Cementiri de l'Almudena de Madrid (Espanya).

### Dècada de 1970
Cecilia va aconseguir en les setmanes posteriors a la seva mort arribar a la primera posició a la llista d'èxits de Los 40 Principales, concretament del 14 al 27 d'agost. L'artista mai abans havia aconseguit encapçalar aquesta llista.
El setembre de 1976, un mes després del seu decés, es va publicar un senzill pòstum titulat El viaje (El viatge) a la cara A i Lluvia (Pluja) a la cara B.

### Dècada de 1980
El 1983 la CBS va decidir publicar alguns temes que Cecilia havia deixat gravats, tant en estudi com en maquetes, però que no estaven totalment produïts. Juan Carlos Calderón, el seu antic productor i arranjador es va encarregar de la producció i l'arreglament, comptant amb la col·laboració de Julio Seijas. L'àlbum, que es titulà Canciones inéditas (Cançons inèdites) va aconseguir certa notorietat però no va tenir unes vendes i difusió tan àmplies com els treballs anteriors.

### Dècada de 1990
Amb l'arribada del so digital, fou possible la remasterització i remescla que desembocaren en l'àlbum recopilatori 20 grandes canciones l'any 1991, publicat en format de doble elapé, disc compacte i casset.
Coincidint amb el vintè aniversari de la seva mort, la CBS/Sony va publicar un CD doble el 1996, titulat Desde que tú te has ido, que incloïa duets pòstums de Cecilia amb cantants com Merche Corisco, Miguel Bosé, Ana Belén, Manolo Tena, Julio Iglesias i Soledad Jiménez. A més, es va poder recuperar amb la veu original de la pròpia Cecilia la cançó Desde que tú te has ido, que havia estat creada originalment perquè la cantés Julio Iglesias i que posteriorment va ser versionada per Mocedades. La cançó va donar títol a l'àlbum i va ser reconstruïda per Juan Carlos Calderón i digitalitzada a partir d'una maqueta que va gravar Cecilia només acompanyada d'una guitarra.
TVE, a més, va emetre el documental 20 años sin Cecilia, l'aproximació més seriosa a la cantautora feta fins avui.
Durant els anys 90 també es publicaren els seus àlbums originals en format CD en sèrie econòmica.

### Dècada de 2000
En 2006 es va publicar Un millón de sueños, un doble CD + DVD que recull una àmplia mostra de l'obra de l'artista. Es van publicar per primera vegada en CD cançons com "Lluvia" o "El viaje" i s'hi va incloure una versió inèdita en anglès d'Un millón de sueños, titulada A million reasons. El DVD incloïa també dos programes de TVE: "Cecilia a su aire", de 1973, i "Cecilia en la OTI", de 1975.

### Dècada de 2010
En setembre de 2011 es publicà un nou àlbum pòstum, Cecilia inédita en concierto. L'àlbum consta d'un conjunt de preses provinents d'aparicions de Cecilia a estudis de ràdio. A més de cançons pròpies, s'hi inclouen cançons d'altres intèrprets cantades per Cecilia, com ara We Shall Overcome (Pete Seeger), Bridge Over Troubled Water i The Boxer (Simon & Garfunkel) i Blowing In The Wind (Bob Dylan). També hi apareix Daddy Don't Put Out The Light, la primera cançó composta per Cecilia. Diverses de les cançons difereixen substancialment de les versions de CBS. També s'hi pot senir la veu de Cecilia comentant les cançons al públic present als estudis de ràdio. Aquest àlbum també es va publicar en format de disc de vinil i va ser produït per la discogràfica Ramalama.
El 17 d'octubre de 2011, en la presentació de Cecilia inédita en concierto, s'hi va anunciar la publicació de la seva primera biografia, a càrrec del periodista José Madrid (que quan es publicà tenia 28 anys, i que per tant no havia nascut encara quan Cecilia va morir) i titulada Equilibrista, la vida de Cecilia. Finalment es va publicar el 12 de desembre del mateix any, amb un gran èxit entre els seguidors de la cantant i de la crítica especialitzada, que van valorar-ne positivament la feina de documentació i la inclusió de correspondència personal de la cantautora i els testimonis d'amics, familiars i companys de professió.
En 2012, novament de la mà de la discogràfica Ramalama, es publica un nou àlbum amb material inèdit de l'artista amb la cançó Mi muñeca (que havia estat gravada el 1976 i recuperada i arreglada en 2012) com a single. L'àlbum recupera quatre cançons mai publicades en versió de la pròpia Cecilia: Día tras día, ¿Dónde irán a parar?, Cíclope i Mi muñeca, a més de nou més de la discografia oficial però en versió maqueta, amb diferències en les lletres degudes a la censura i a les exigències de la discogràfica CBS als anys 70.
En 2013 altra vegada la discogràfica Ramalama publica més material inèdit de Cecilia en un CD titulat Diálogos, que recopila 15 maquetes i cançons inacabades, diverses de les quals centrades en el textos de Valle-Inclán en què la cantautora treballava abans de morir.
En un programa de televisió que va homenatjar a Cecilia pel 40è aniversari de la seva mort, el periodista i amic de Cecilia José Ramón Pardo va anunciar l'edició d'un paquet de vuit CDs recopilant tota la producció publicada fins avui, tant per CBS com per Ramalama, ampliada amb nous treballs inèdits.

## Estil i influències
Cecilia va saber unir la música britànica i nord-americana que havia escoltat en la seva joventut i mentre residia al Regne Unit i als Estats Units amb la música i literatura espanyoles, tot això amb un segell absolutament personal i únic. En la seva obra s'hi troben referències a estils tan variats com el blues, el rock, el pop, la bossanova, la música tradicional espanyola i les cançons de cabaret. Entre els artistes anglosaxons que admirava es poden citar als Beatles, Paul Simon, Bob Dylan i Joan Baez. Era a més una voraç lectora de literatura clàssica espanyola, segons ha assegurat la seva germana Teresa en el documental de TVE 20 años sin Cecilia. Va cantar indistintament en anglès i espanyol, usant unes vegades una veu fràgil o acriaturada i altres una veu ferma i indòmita.

## Censura
Durant el franquisme les lletres de Cecilia van ser objecte de la censura. Algunes de les seves lletres van haver-se de canviar, certes cançons van quedar fora dels seus àlbums i diverses portades van haver de ser redissenyades. En són exemples el primer vers de la cançó "Dama, dama", que va passar de l'original «Puntual cumplidora del tercer mandamiento, algún desliz en el sexto» (Puntual complidora del tercer manament, alguna relliscada al sisè) a «[…] algún desliz inconexo» (alguna relliscada inconnexa). També va haver-se de modificar la cançó "Mi querida España" per esborrar-ne les referències a les dues espanyes de la Guerra Civil («Esta España viva, Esta España muerta»; «Esta España blanca, Esta España negra») tot i que en aquest cas el text publicat amb l'elapé no va quedar censurat. En algunes actuacions en directe Cecilia va interpretar els seus versos sense censurar. Entre les cançons totalment descartades per la publicació s'hi troba "Soldadito de plomo", una crítica a l'exèrcit que no s'arribà a editar mai en vida de la cantant.
L'àlbum més problemàtic fou Cecilia 2, que originalment s'havia de titular "Me quedaré soltera" (Restaré soltera) i que havia d'il·lustrar-se amb una foto simulant Cecilia embarassada, obra de Pablo Pérez-Mínguez. L'empresa discogràfica va desestimar la idea, va canviar el títol del disc i va fer servir una discreta fotografia d'Ontañón. La cançó "Un millón de sueños" (Un milió de somnis), el títol original de la qual era "Un millón de muertos" (Un milió de morts, en referència a la novel·la homònima del franquista Josep Maria Gironella), va portar a Cecilia a judici per l'al·lusió directa a la Guerra Civil Espanyola. Cecilia va declarar que la cançó parlava de la Guerra dels sis dies, que visqué en persona, i la lletra va poder romandre intacta malgrat el canvi en el títol. No obstant, la cançó va quedar vetada de ser emesa per ràdio.

## Llegat
Cecilia va escriure cançons per diversos artistes, entre els quals hi ha Julio Iglesias, Massiel, Mocedades i Rocío Jurado. Després de la seva mort diversos artistes li reteren homenatge: des de la seva parella, Luis Gómez-Escolar, fins a María Ostiz, Miguel Bosé, Erasmo Mochi, Betty Missiego, Sílvia Tortosa, Elsa Baeza, Ana María Drack, Paloma San Basilio i Alfonso Pahino.
Malgrat que cap de les cançons de Cecilia va arribar mai a encapçalar les llistes de ventes o de les llistes radiofòniques, la fama i bones crítiques de les cançons de Cecilia són inqüestionables. Prova d'aquest fet és que la cantant ha estat versionada i reivindicada per una llarga llista d'artistes d'arreu del món. Entre aquests se'n poden esmentar Fangoria, Manzanita, Rocío Dúrcal, David Broza, Natalia Oreiro, Soledad Jiménez, El canto del loco, Amaral i Mi Banda El Mexicano.
Es conserven un gran nombre d'objectes personals i artístics de la cantant, entre els que s'hi troben instruments, vestits amb els que va actuar i quadres que ella mateixa va pintar (com el que il·lustra el disc Un ramito de violetas). Alguns d'aquests objectes van exposar-se a la galeria d'art Inés Barrenechea de Madrid l'any 2011.

## Discografia

### Elapés
Elapés d'estudi:
- Cecilia (1972)
- Cecilia 2 (1973)
- Un ramito de violetas (1975)

Elapés recopilatoris:
- Amor de medianoche (1975)

Elapés recopilatoris pòstums:
- Canciones inéditas (1983)
- 20 Grandes canciones (1990)
- Cecilia: Inédita en concierto (2011)
- Mi Muñeca (2012)

Discos compactes recopilatoris pòstums
- 20 Grandes canciones (1990)
- Desde que tú te has ido (1996)
- Un millón de sueños (2006)
- Esencial Cecilia (2012)
- Diálogos (2013)

### Senzills
De Cecilia se n'han publicat un total de tretze senzills, un EP i un CD-single. Deu d'aquests foren publicats en vida. Els 3 últims, l'EP i el CD-single són pòstums.
- 1971: Mañana / Reuníos
- 1972: Fui / Dama, dama
- 1972: Nada de nada / Mi gata luna
- 1973: Andar / Me quedaré soltera
- 1973: Canción de amor / Un millón de sueños
- 1974: Un ramito de violetas / La primera comunión
- 1975: Mi querida España / Esta Tierra
- 1975: Amor de medianoche / Decir adiós
- 1976: A million reasons / Come the wind (Només editat als EUA)[16]
- 1976: Tú y yo / Una guerra
- 1977: El viaje / Lluvia
- 1983: Doña Estefaldina / Nana del prisionero
- 1983: El Juego de la vida / Lady in the limousine
- 1990: Nada de nada / Dama, dama / Mi querida España / Un ramito de violetas (EP)
- 1996: Desde que tú te has ido (CD Single)

## Actuacions a la televisió, la ràdio, clips i documentals
Cecilia fou una artista amb molta repercussió mediàtica. En són mostres:
- 1972 "Nada de nada" Aparició al programa Luces en la noche de la Televisió Espanyola (TVE).
- 1972 Clip pel programa "Mosaico de canciones" del No-Do amb la cançó "Nada de nada".[17] Rodat al Palacio de la Granja i al Palau d'Aranjuezi dirigit per Raúl de la Peña.
- 7-1-1973 actuació al programa "Tarde para todos" de TVE.
- 2-9-1973 actuació al programa "Festival" de TVE.[18]
- 28-10-1973 actuació al programa "Tarde para todos" de TVE.[19]
- 18-10.1973 actuació al programa "Festival" de TVE.[20]
- 25-04-1974 "Cecilia a su aire" retransmissió en TVE del concert a Barcelona, realitzat per Luis María Güell.[21] Publicat per Sony/BMG juntament al disc recopilatori Un millón de sueños.
- 3-12-1974 actuació al programa "3 Programa 3" de TVE on interpretà per primer cop a la televisió "Un ramito de violetas"
- 8-12-1974 actuació al programa "El gran musical" de la Cadena SER presentat per Pepe Domingo Castaño.
- 25-1-1975 actuació al programa "¡Señoras y Señores!" de TVE.[22]
- 7-2-1975 entrevista i actuació al programa "Hoy 14-15" de TVE presentat por José María Íñigo.[23]
- 18-4-1975 "Musical de Mallorca 75" actuació en directe amb orquestra retransmès por TVE.[24]
- 2-9-1975 actuació al programa "Voces a 45" presentat per Pepe Domingo Castaño.[25]
- 9-11-1975 "Cecilia en Festival OTI 1975" dirigit per Enrique Martí Maqueda, programa promocional de TVE pel que es van gravar clips de diversos temes. Publicat por Sony/BMG juntament al disc recopilatori Un millón de sueños.
- 4-2-1976 actuació a "La hora de..." de TVE.[26]
- 28-7-1976 Última entrevista de la cantant, realitzada per Juan Vives.[27]
- 18-1-1997 "20 años sin Cecilia", documental de TVE.[28]
- 1-11-1997 "Mitomanía" de TVE, presentat por Guillermo Summers i Susana Hernández, dedica el programa a Cecilia, Nino Bravo i Antonio Flores.[29]